# Петров, Владимир Иванович (фармаколог)
Влади́мир Ива́нович Петро́в (род. 30 июня 1951, Чкалов) — советский и российский клинический фармаколог, президент ВолгГМУ, доктор медицинских наук, профессор, академик (2000) и член президиума РАМН, академик РАН, заведующий кафедрой клинической фармакологии, главный внештатный специалист Минздрава России.
Соавтор более 700 научных работ, в том числе учебников и монографий[уточнить]. Основатель кафедры клинической фармакологии, организатор и руководитель НИИ фармакологии в Волгограде. Соавтор 25 изобретений. Под его руководством защищены более 32 докторских и около 115 кандидатских диссертаций.

## Биография
Ректором ВолгГМУ являлся с 1990 года, став на тот момент самым молодым ректором медицинского вуза в стране. С 1991 года — директор НИИ фармакологии, с 2002 года — директор Волгоградского регионального научного центра РАМН. В конце июня 2019 года сложил полномочия ректора и был избран президентом вуза.
Был инициатором и организатором проведения I Всероссийского съезда фармакологов в Волгограде (1995). Он представлял российскую медицинскую науку на 19 международных симпозиумах и конгрессах, читая лекции в университетах Италии, Франции, США.
Супруга, И. А. Петрова (род. 1951), заведует кафедрой истории и культурологии ВолгГМУ, доктор философских наук. Сын Андрей — доктор философских наук, профессор ВолгГМУ.

## Награды и звания
- премия Ленинского комсомола (1979) — за цикл работ по исследованию организации симпатических механизмов спинного мозга (нейрофизиологическое и нейрофармакологическое исследование)
- является членом ряда общественных академий: Международной Академии наук высшей школы (1993), Российского отделения Международной академии наук (Мюнхен, 1994), Российской экологической академии (1995), Нью-Йоркской академии наук (1995)
- отличник здравоохранения СССР (1978)
- заслуженный врач РФ (1997).
- орден Почёта (2001) — за большой вклад в медицинскую науку, создание школы клинических фармакологов, подготовку специалистов для практического здравоохранения России и более чем 60 зарубежных стран, разработку и внедрение в клинику целого ряда новых высокоэффективных отечественных лекарств в 2001 году
- Золотая медаль Эрлиха (2002) — международная награда, которая вручается Европейским комитетом по наградам деятелям мира в сфере медицины за выдающиеся научные достижения. Среди других наград — орден Золотого Орла — высшая европейская награда в области медицинской науки.
- премия Правительства Российской Федерации в области науки и техники (2005)
- орден «За честь, доблесть, созидание, милосердие» (2006)
- заслуженный деятель науки РФ (2006)
- орден Дружбы (16 января 2011) — за достигнутые трудовые успехи и многолетнюю добросовестную работу[2]
- Почётная грамота Президента Российской Федерации (8 февраля 2017) — за заслуги в развитии здравоохранения, медицинской науки и многолетнюю добросовестную работу[3].
- орден Александра Невского (15 марта 2021) — за заслуги в научно-педагогической деятельности, подготовке квалифицированных специалистов и многолетнюю добросовестную работу[4]

## Критика
По данным вольного сетевого сообщества «Диссернет», являлся фигурантом  диссертаций и публикаций которые содержат масштабные заимствования, не оформленные как цитаты и др/ нарушения научной этики